# Manuela Reimann

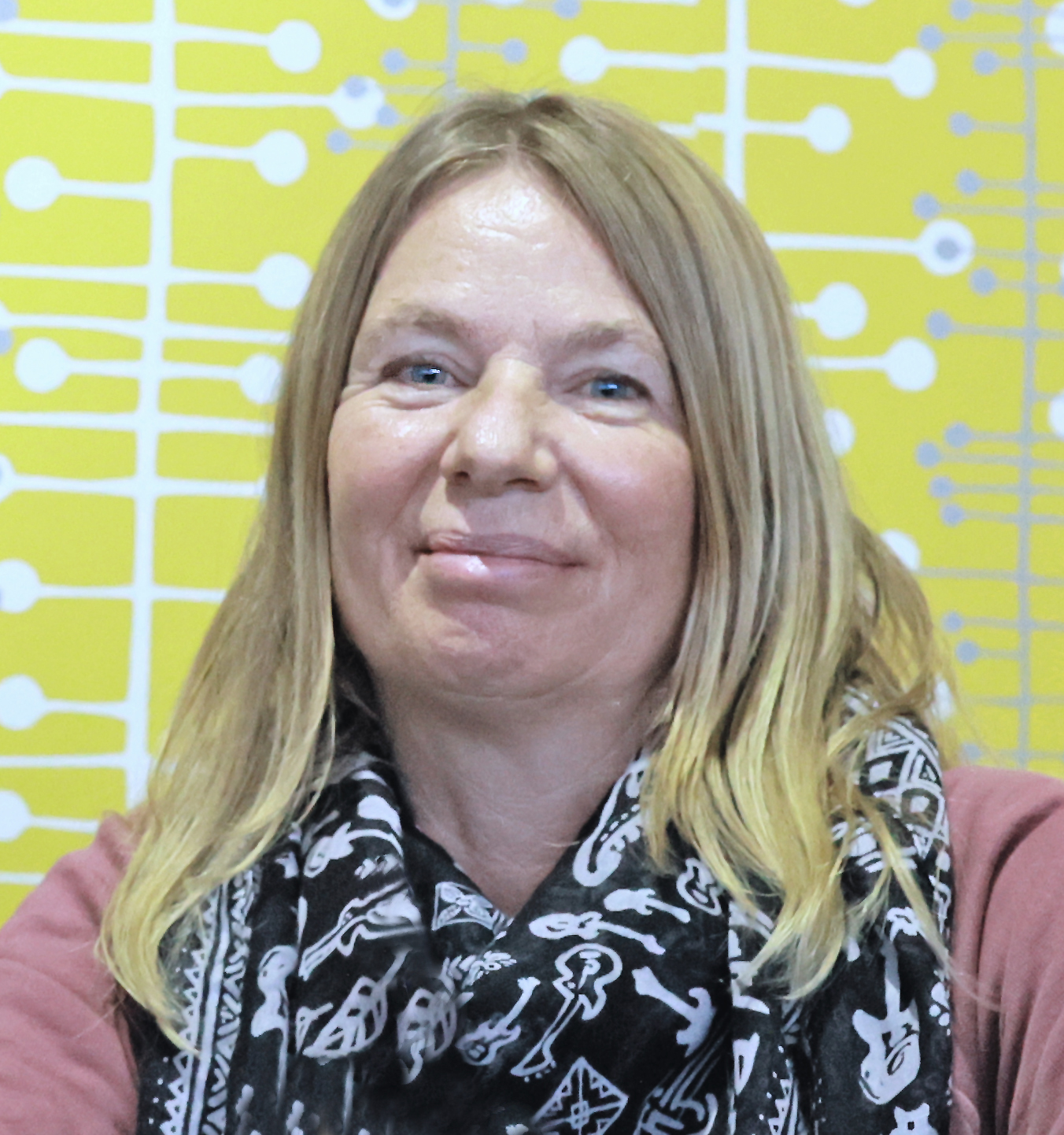
Manuela Reimann auf der Frankfurter Buchmesse 2023

Manuela Reimann (* 23. September 1968 in Bruchsal) ist eine deutsche Fernsehdarstellerin und Unternehmerin im US-Bundesstaat Hawaii. Sie ist verheiratet mit Konny Reimann.

## Leben
Manuela Reimann wuchs in Bruchsal und Münster (Hessen) auf. Sie absolvierte eine Ausbildung zur Damenschneiderin in Hamburg. 1988 heiratete sie in Deutschland einen US-Amerikaner und nahm dessen Familiennamen Bradley an. Das Paar bekam zwei Kinder – Janina und Jason – und ließ sich 1995 scheiden. 2002 gründete Reimann einen Online-Shop, über den sie ihre eigenen Kindermoden-Kollektionen vertreibt. Nachdem sie im Zuge des Diversity Immigrant Visa Programms des US-Außenministeriums eine Green Card gewonnen hatte, heiratete sie 2003 Konny Reimann in Las Vegas, um ein Jahr später zusammen mit ihm und den beiden Kindern in die Vereinigten Staaten auswandern zu können. Die Familie zog zunächst nach Gainesville in Texas. Dort managte Manuela Reimann den Betrieb mehrerer Gästehäuser auf ihrem Seegrundstück. Nach 11½ Jahren zogen Manuela und Konny Reimann nach Pūpūkea im US-Bundesstaat Hawaii, wo sie auf ihrem Anwesen ein Gästeappartement vermieten und Reimann 2017 eine Bus-Boutique mit selbstgenähter Kindermode eröffnete. Nach fünf Jahren in Hawaii ging 2020 auch ihr Wunsch nach einem eigenen Wochenendhaus direkt am Strand in Erfüllung.
Begleitet wurde die Familie anfangs von einem Kamerateam von Extra – Das RTL-Magazin sowie von der Doku-Soap Goodbye Deutschland! Die Auswanderer des Senders VOX. Von 2013 bis 2021 wurden Reimann und ihre Familie in der Doku-Soap Die Reimanns – ein außergewöhnliches Leben in 16 Staffeln von RTL II begleitet und ab Januar 2022 vom Sender Kabel eins in der Reality-TV-Serie Willkommen bei den Reimanns. Daneben trat sie zusammen mit ihrem Mann in verschiedenen Fernsehsendungen auf.

## Fernsehauftritte (Auswahl)
- seit 2004: Extra – Das RTL-Magazin[9]
- seit 2006: Goodbye Deutschland! Die Auswanderer[10]
- 2013–2021: Die Reimanns – ein außergewöhnliches Leben[11]
- 2011: Das perfekte Dinner
- 2013: Jungen gegen Mädchen
- 2013: Willkommen bei Mario Barth
- 2013: Mein Mann kann
- 2013: Die Pool Champions – Promis unter Wasser
- 2014: Die Reimanns – Brasilien-Spezial
- 2016: Der große RTL2 - Promi Kegelabend
- 2017: Der große RTL2 - Promi Curling Abend
- seit 2017: Konny Goes Wild!